# Maria Eleonora Giorgi
Pour les articles homonymes, voir Eleonora Giorgi (homonymie) et Giorgi.
Angela Giorgi, en religion Maria Eleonora Giorgi, née le 16 janvier 1882 à Firenzuola près de Florence en Italie, morte le 6 novembre 1945 à Florence, est une religieuse italienne, supérieure des Servantes de Notre-Dame des Douleurs de Florence, réputée pour sa sainteté.
Le pape François la reconnaît vénérable en 2013. Sa fête est le 6 novembre.

## Biographie
Angela Giorgi naît le 16 janvier 1882 dans le hameau de Coniale Scheggianico de la municipalité de Firenzuola près de Florence en Italie,. Elle est la deuxième des douze enfants de Gaspare Giorgi et Maria Montefiori, fermiers. Elle grandit dans une famille pauvre mais confiante et chrétienne.
À quinze ans, elle est placée comme domestique chez la famille Zimmermann à Florence, où elle est bien traitée,. Un an après, Angela Giorgi est malade de la typhoïde et doit être hospitalisée. Elle voit l'apparition d'une dame en blanc, qui lui demande de se consacrer à elle. Une fois guérie, elle rentre chez elle, mais elle a une rechute ; la vision se renouvelle.
Le curé lui conseille les religieuses des Servantes de Notre-Dame des Douleurs, une branche florentine des Servites de Marie ; elle y entre et prend en 1904 le nom de Maria Eléonore des Rois mages. Elle fait sa profession religieuse l'année suivante, en 1905.
Elle est enseignante en primaire, donnant des cours de couture et de cuisine. Elle est ensuite envoyée à Castiglione, près de Bologne,  pour y poursuivre l'enseignement.
Sœur Maria Eleonora prononce se vœux perpétuels le 30 décembre 1915,. Elle est transférée à Calenzano en 1917. Elle y connaît des angoisses et des souffrances intérieures. Elle attrape en 1918 la grippe espagnole mais en réchappe par une guérison qui semble miraculeuse,.
Elle part de Florence en 1921 pour Rapallo, où elle est supérieure. Elle revient ensuite à Castiglione où elle est également supérieure, se fait remarquer par son dévouement, et est aimée de tous. Le chapitre général de la congrégation l'élit supérieure générale en 1928, elle exerce cette charge pendant deux mandats de six ans, jusqu'en 1940,. Elle est jugée d'une part prudente et réfléchie, et d'autre part faisant preuve d'audace lors des décisions à prendre.
Après son supériorat, elle pense pouvoir reprendre la place d'une simple religieuse, mais elle est désignée comme vicaire générale et maîtresse des novices ; elle exerce ces fonctions pendant la Seconde Guerre mondiale, en restant dévouée auprès des religieuses et de leurs familles, et particulièrement auprès des novices.
Un ulcère de l'estomac détériore sa santé. Les traitements échouent, elle est opérée une première fois, sans réduire ses souffrances. Une nouvelle opération réussit deux ans plus tard, mais une pneumonie survient peu après. Elle meurt le 6 novembre 1945 à Florence.

## Procédure en béatification
La première phase de la procédure pour l'éventuelle béatification de Maria Eleonora Giorgi est ouverte au plan diocésain le 28 mai 1965. Après la phase diocésaine, dossier est transmis à Rome auprès de la Congrégation pour les causes des saints.
Le pape François approuve le 11 octobre 2013 la reconnaissance de l'héroïcité de ses vertus et la reconnaît ainsi vénérable.
Sa fête est fixée au 6 novembre.